# Ла-Тонтута (аэропорт)
Международный аэропорт Ла-Тонтута или Международный аэропорт Нумеа — Ла-Тонтута (англ. La Tontouta International Airport, фр. Aéroport de Nouméa - La Tontouta, (ИАТА: NOU, ИКАО: NWWW)) — главный международный аэропорт Новой Каледонии, расположенный в муниципалитете Пайта в 52 километрах к северо-западу от города Нумеа.
По данным статистики в 2006 году услугами Международного аэропорта Ла-Тонтута воспользовалось 415 813 человек.

## Авиакомпании и пункты назначения

### Грузовые авиакомпании
- ACT
- Cotrans
- Mirage Transit
- Nouméa Transit
- Socatrans
- TTI